# Interac
Interac Association — канадская организация, связывающая корпоративные сети учреждений для образования защищённого соединения между ними и с целью обмена электронными финансовыми транзакциями. Ассоциация была основана в 1984 году как совместное предприятие между пятью финансовыми институтами: Royal Bank of Canada, Canadian Imperial Bank of Commerce, Scotiabank, Toronto-Dominion Bank и Desjardins. Запрос Interaс на статус некоммерческой организации был отклонён Бюро по компетенции.
К 2010 году ассоциация насчитывала 80 членов-организаций и свыше 59 000 банкоматов, доступных через сеть Interac в Канаде, а также более 450 000 торгово-сервисных предприятий, расположенных на территории страны.

## Услуги

### Прямая оплата в Interac (Interac Direct Payment, IDP)
IDP является национальным канадским сервисом дебетовых карт по оплате товаров и услуг. Покупатели вводят свой PIN-код и сумма платежа списывается с их кредитного или сберегательного счёта. С даты своего запуска по всей стране в 1994 году IDP стал настолько распространён, что большинство операций в Канаде было совершено по дебетовым картам, чем оплат наличными. Начиная с 2004 года покупки через сервис IDP также можно совершать и в США, в торговых точках, подключенных к межбанковской сети NYCE. IDP похож на систему EFTPOS, используемую в Великобритании, Австралии и Новой Зеландии.

### Схема работы сервиса
Покупки через IDP могут быть совершены во всех розничных торговых точках, участвующих в программе, независимо от финансового учреждения, выпустившего используемую дебетовую карту, и, как правило, сервис не взимает оплат или комиссий за участие в программе. Банки могут взимать плату за обналичивание средств со счёта, используемых для оплаты покупки, но эти выплаты не связаны с самим сервисом IDP. Вместо оплат за покупки сервис берёт фиксированную оплату с розничных точек. По всей Канаде в сервисе IDP работают до 700 000 терминалов; в 2007 году по POS-терминалам было совершено сделок на сумму в 156 млрд кан. долл, а в 2009 году — проведено 4 млрд транзакций. 23 декабря 2005 был установлен рекорд, когда за один день обработалось 15,5 млн транзакций.

### Работа сети
Сеть между членами Interac представляет собой распределённую сеть передачи данных, объединяющую её участников в пределах страны. Вероятность отказа сети крайне мала, так как она децентрализована и не имеет конкретных точек, могущих привести к отказу всей системы. Если у одного из членов кратковременные технические сложности, то это не вызовет сбоя всей сети.
Процедура работы в сети начинается, когда покупатель совершает покупку по своей банковской платёжной карте; операция обрабатывается сервисом Interac Direct Payment. Работник торгово-сервисного предприятия фиксирует факт продажи и вводит сумму в терминал торговой точки. Затем продавец или покупатель проводит магнитной полосой карты по считывающей части терминала, либо вставляет карту с микрочипом в терминал, после чего должен ввести подтверждающий сделку PIN-код. Сумма операции проверяется и покупателем выбирается счёт для списания с него. После этого информация об оплате передаётся системой Interac в организацию, предоставляющую покупателю финансовые услуги, которая сверяет данные дебетовой карты, PIN-код и доступные средства на счёте. После этой проверки операция оплаты завершается. Результат о принятии или отклонении транзакции возвращается к покупателю вместе с его платёжной картой.

## Преимущества
Основным преимуществом является стандартный механизм безналичной оплаты, устраняющий необходимость поиска банкоматов и ношения с собой наличных денег. Для торговых точек плата за обслуживание в системе намного ниже, что делает оплату картами в сети Interac привлекательной для 52 % торговых точек Канады.